# Ilovajs'k
Ilovajs'k (in ucraino Іловайськ?) è un centro abitato dell'Ucraina, situato nell'oblast' di Donec'k.
Dall'aprile 2014 è de facto parte della Repubblica Popolare di Doneck.